# Inuncat
L'Inuncat és el pla especial d'emergències per inundacions de Catalunya, de protecció civil, creat per la Generalitat de Catalunya i d'aplicació a tot el territori català. Estableix els avisos, l'organització i els procediments d'actuació dels serveis tant de les administracions públiques catalanes com de les entitats privades, i es pot activar per a qualsevol inundació que afecti de manera important qualsevol punt del territori.
L'Inuncat quantifica i localitza els aspectes fonamentals per a poder analitzar el risc, la vulnerabilitat, la zonificació del territori, l'establiment de les èpoques de perill i el desplegament de recursos i mitjans, i la localització d'infraestructures de recolzament per als treballs d'actuació en cas d'emergència. Per tal de poder minimitzar els possibles efectes i danys que es puguin produir tant sobre les persones com sobre els béns i el medi ambient a causa d'una inundació, és necessari tenir prèviament una bona planificació. Aquesta permet també, una vegada desactivada l'alerta, de restablir la normalitat per a la població en el menor temps possible.